# Moledo e Cristelo
Pour les articles homonymes, voir Moledo et Cristelo.
Moledo e Cristelo est une paroisse civile portugaise (en portugais : freguesia) de la municipalité de Caminha dans le district de Viana do Castelo. Elle est créée en 2013, par fusion des paroisses de Moledo et Cristelo.

## Géographie
Moledo e Cristelo est située sur la côte Atlantique du nord du Portugal, à l'embouchure du Minho. Son territoire comprend l'île d'Ínsua.
Moledo e Cristelo se trouve entre Caminha (Matriz) e Vilarelho au nord et Vila Praia de Âncora au sud, les deux paroisses les plus peuplées de la municipalité de Caminha.

## Histoire
La paroisse est créée par la loi no 11-A/2013 du 28 janvier 2013 portant réorganisation administrative du territoire des freguesias, en fusionnant les paroisses de Moledo et Cristelo. Son nom officiel est União das Freguesias de Moledo e Cristelo et son siège est fixé à Moledo.

## Démographie
Lors du recensement de 2021, Moledo e Cristelo compte 1 490 habitants.